# Nyodes bafouti
Nyodes bafouti là một loài bướm đêm trong họ Noctuidae.